# Franz Mahlke
Franz Friedrich Wilhelm Mahlke (* 29. Mai 1885 in Hammerstein, Kreis Schlochau; † 20. Juli 1957 in Berlin) war ein deutscher Lyriker und Schriftsteller.

## Leben und Wirken
Er war der Sohn des Schuhmachermeisters Carl Mahlke und seiner Ehefrau Wilhelmine, geborene Merker. Nach dem Schulbesuch absolvierte Franz Mahlke eine Lehrerausbildung und fand im Anschluss eine Anstellung in Berlin, wo er fortan auch als Lyriker und Schriftsteller wirkte. Zuletzt war er Rektor außer Dienst und lebte in Berlin-Neukölln, wo er 1957 starb.

## Schriften (Auswahl)
- (Hrsg.): Auf Patrouille. Dokumente aus großer Zeit. Concordia, Berlin 1915.
- (Hrsg.): Hoch in den Lüften. Dokumente aus großer Zeit. Concordia, Berlin 1916.
- Hände weiß ich ... In: Hausbücher für Sachsen. 2. Jg., Heft 4 (April 1921), S. 21.
- Die Tafelordnung. In: Hausbücher für Sachsen. 2. Jg., Heft 7 (Juli 1921), S. 22.
- Das heilige Leben. Gedichte. Berlin 1928.
- Im Zeichen des Ringes. Gedichte. Karlsruhe 1958.